# Municipalité de San Marcos

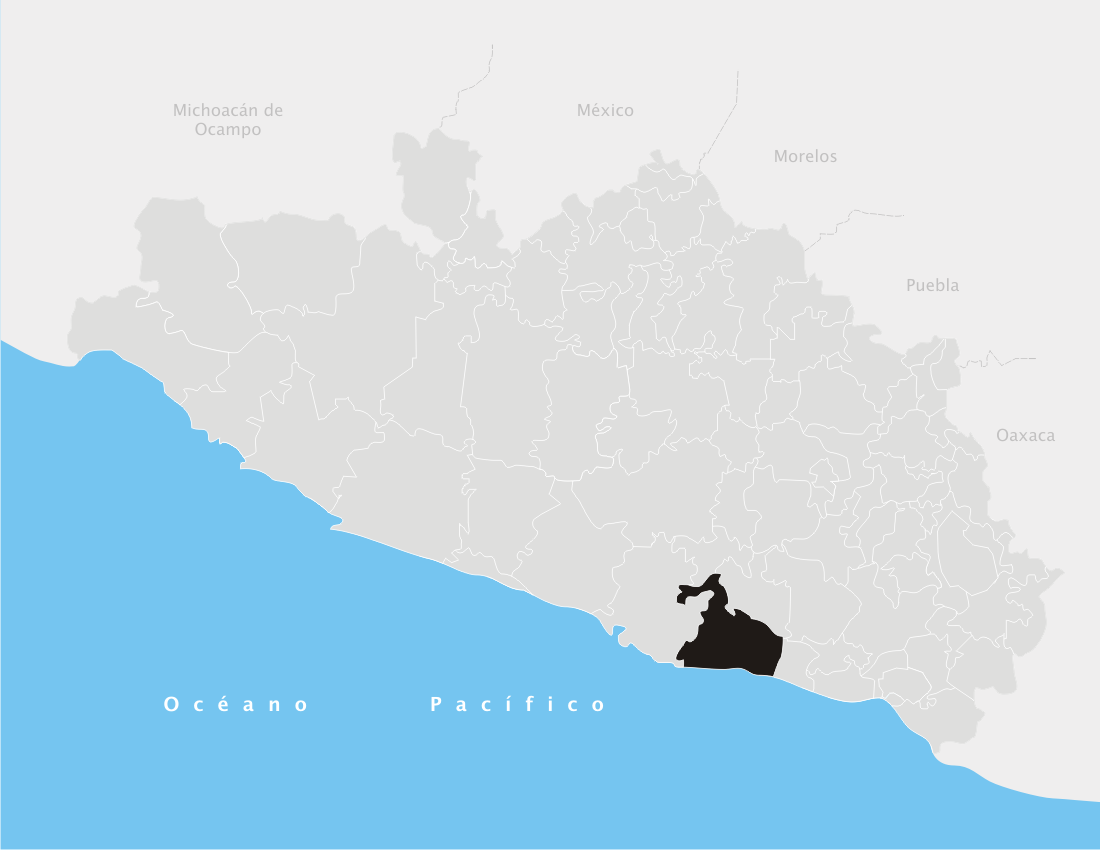
Localisation de la municipalité de San Marcos.

San Marcos est un des 81 municipalités qui composent l'état mexicain de Guerrero, dans la région Costa Chica. Son chef-lieu est la ville de San Marcos.

## Démographie

### Population
Conformément au  Comptage de la Population et Logement qu'a mené à terme l'Institut National de Statistique et Géographie (INEGI) en 2005, la municipalité de San Marcos comptait un total de 44 959 habitants, de cette quantité, 21 662 étaient des hommes et23 297 étaient des femmes. La municipalité a un total de 131 localités. D'elles seulement trois surpasse les 2 500 habitants.

### Chronologie de présidents municipaux
| Période   | Président municipal               |
| --------- | --------------------------------- |
| 1969-1971 | Javier Villanueva Chávez          |
| 1972-1974 | Pedro Manzanares Sabino           |
| 1975-1977 | Armando Juste Contreras           |
| 1978-1980 | Isauro Villanueva Cruz            |
| 1981-1983 | José Luis García Damián           |
| 1984-1986 | Juan López Alonso                 |
| 1987-1989 | Baltazar Arredondo Hernández      |
| 1990-1993 | José la Guadeloupe Cuevas Herrera |
| 1993-1996 | Arquimidez Sandoval Vázquez       |
| 1996-1999 | Jaime Heredia Gutiérrez           |
| 1999-2002 | Cantorbey Herrera Lozano          |
| 2002-2005 | Fernando Sotelo du Carmen         |
| 2005-2008 | Armando Bibiano García            |
| 2009-2012 | Arturo Heredia Agathon            |
| 2012-2015 | Gustavo Villanueva Barrière       |
| 2015-2018 | Juan Carlos Molina                |